# Castletown House
Castletown House (irisch Teach Bhaile an Chaisleáin) ist ein palladianisches Herrenhaus in Celbridge, County Kildare, Irland, das 1722 für William Conolly, den Sprecher des irischen Unterhauses, erbaut wurde. Es ist das zentrale Gebäude auf dem ursprünglich 3,2 Quadratkilometer großen Anwesen. Markante Gebäude sind weiter The Wonderful Barn und Conolly’s Folly, die in der Ferne von Castletown House zu sehen sind. Südlich des Areals fließt der Liffey.

## Geschichte

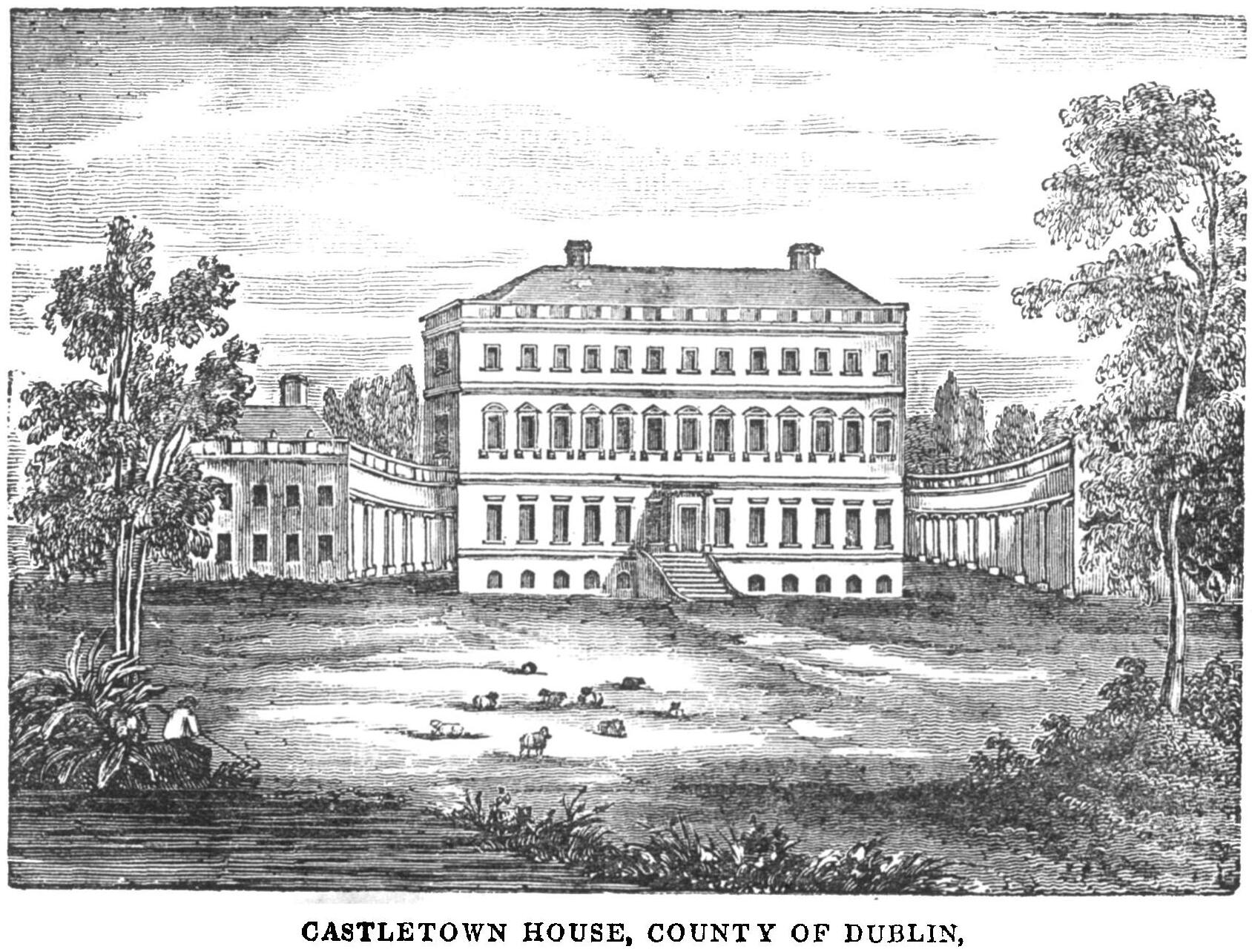
Castletown House um 1835

Nach dem Tod William Conollys im Jahr 1729 lebte seine Witwe Katherine Conyngham weiterhin in dem Haus. Als sie 1752 starb, ging das Anwesen an Conollys Neffen William James Conolly über, der allerdings auch schon 1754 verstarb und das Anwesen seinem Sohn Tom Conolly vererbte. Die Inneneinrichtung wurde von seiner Frau Louisa teilweise neugestaltet. Dabei wurden Entwürfe von William Chambers umgesetzt. In dieser Zeit wurde auch ein Wege- und ein Entwässerungssystem angelegt.
Nach dem Tod Toms († 1803) und Louisas († 1821) wurde der Großneffe Edward Michael Conolly (geborener Pakenham) Eigentümer. Sein Sohn Thomas Conolly starb 1900, sodass das Anwesen an Major Edward Conolly fiel. Schließlich verkaufte William Conolly-Carew, 6. Baron Carew, das Anwesen 1965.
Mariga und Desmond Guinness, die später die Irish Georgian Society gründeten, kauften Teile des Anwesens. Der Rest wurde verwertet. Die Anlage wurde in die Castletown-Stiftung überführt. 1994 wurden die finanziellen Probleme der Stiftung jedoch so groß, dass der Irische Staat einsprang. Das Anwesen wurde dem Office of Public Works übertragen.

## Gestaltung der Innenräume

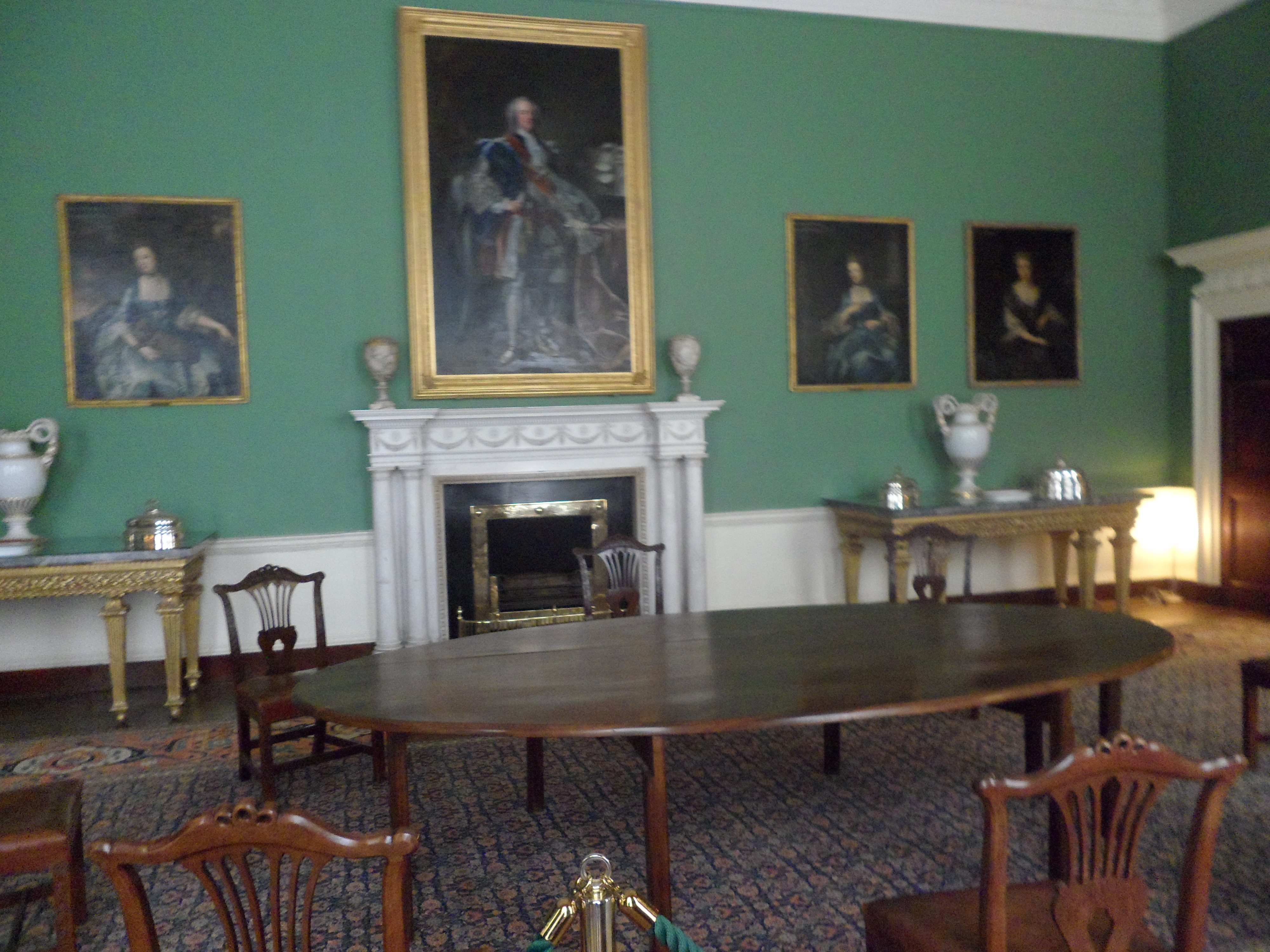
Der Grüne Salon

Über die Außentreppe gelangt man in die große Empfangshalle, in deren rechten Teil die Treppe aus Portlandstein in die übrigen Stockwerke führt. Linkerhand ist das Esszimmer bestehend aus zwei kleineren Räumen.
Bekannt sind der Rote und Grüne Salon, zwei Prunkräume, die zum Empfang wichtiger Persönlichkeiten dienten oder zur Schreibarbeit.
Die Long Gallery (lange Galerie) ist 24 Meter lang und wurde in den 1770er Jahren im pompejanischen Stil in Blau, Rot und Gold dekoriert. Zahlreiche Wandmalereien und Kupferstiche sind hier zu sehen. Die Räume wurden als Wohnzimmer genutzt und 1989 saniert.